# Ovil
Ovil is een plaats (freguesia) in de Portugese gemeente Baião en telt 901 inwoners (2001).